# Konrad Stekl
Konrad Stekl (Ragusa, Dalmatië (nu: Dubrovnik, Kroatië), 21 juli 1901 – Graz, 9 mei 1979) was een Oostenrijks componist, muziekpedagoog, musicoloog en dirigent.

## Levensloop
Stekl was een zoon van een K. en K. Generaal-Majoor. Hij groeide in verschillende landen en steden op. Zo ging hij op school in Brno, Tsjechië, in Chotusice, Okres Kutná Hora, Tsjechië, in Ragusa, Dalmatië, in Gorizia, Italië, in Triëst, Italië, in Chicago, Illinois en in Ridgefield Park in New Jersey. In 1922 vertrok de familie Stekl met hun zoon Konrad weer naar Stiermarken in Oostenrijk.
Stekl studeerde aan de school van de Musikverein für Steiermark, de latere Universität für Musik und darstellende Kunst in Graz muziektheorie, piano, orgel, trompet en contrabas onder andere bij Roderich von Mojsisovics-Mojsvár (1877-1953) en bij Artur Michl (1897-1965). Als het aan de beurt was, de muziekscholen in de Oostenrijkse deelstaat Stiermarken op te bouwen, stichtte hij muziekscholen in Judenburg, in Zeltweg, in Fohnsdorf, in Trbovlje, (Slovenië), in Eichtal, in Edlingen en in Ratschach. In 1941 werd hij tot muziekdirecteur benoemd.
Na de Tweede Wereldoorlog en de terugkomst uit de Russische gevangenschap werd hij directeur van de muziekschool Kapfenberg. Daar werd hij ook dirigent van het orkest van de gezelschap van de muziekvrienden. Het Ringorchester Graz werd van hem opgericht en hij was langjarige dirigent van het orkest. Hij was professor aan de Universität für Musik und darstellende Kunst in Graz.
Stekl behoorde tot de weder-oprichters van de Steirische Tonkünstlerbund in 1957 en heeft veel engagement in de ontwikkeling van deze federatie van componisten ingebracht. Hij was lange jaren de 2e voorzitter van de Steirische Tonkünstlerbund en werd in 1962 erelid. Als componist schreef hij werken voor vele genres. In 1947 en in 1953 kreeg hij de Joseph Marx-Musikpreis van de deelstaat Stiermarken. In 1957 werd hij met de Förderpreis van de Österreichische Staatspreis en in 1961 met de Theodor-Körner-Preis onderscheiden.

## Stijl
Stekl ging van de romantiek van Max Reger uit, die hem van zijn leraar Roderich von Mojsisovics-Mojsvár opgedragen werd. Aansluitend componeerde hij in de twaalftoontechniek (Dodecafonie) om later over te gaan in de vrije inzet van de techniek van de reekscompositie.

## Composities

### Werken voor orkest
- 1927 Ouvertüre, voor orkest, op. 13
- 1931 Trifailer Marsch, voor orkest, op. 20a
- 1931 Heroischer Marsch, voor orkest, op. 20b
- 1931 Walzer, voor orkest, op. 20c
- 1935 Ouverture in de oude stijl, voor orkest, op. 25
- 1935 Corelli - Suite, voor orkest, op. 26
- 1935 Corelli-Variationen - over een Largo van Arcangelo Corelli, voor orkest, op. 27
- 1935 Südslawische Suite, voor orkest, op. 31
- 1936 Rococo-Suiten, voor orkest, op. 33
  1. Rococo-Suite Nr. 1, op. 33a
  2. Rococo-Suite Nr. 2 naar stukken van Johann Friedrich Fasch, Georg Philipp Telemann, Christoph Foerster en Johann Josef Futt, op. 33b
- 1943 In Freiburg sind viele gefallen, orkestfantasie over een oud soldatenliedje, op. 40c
- 1948 Tanz-Suite uit de opera "Der Rattenfänger", voor groot orkest, op. 41a
- 1948 Flötenphantasie uit de opera "Der Rattenfänger", voor dwarsfluit en orkest, op. 41b
- 1948 Flagellanten-Mars uit de opera "Der Rattenfänger", voor orkest
- 1951 Symphonie des 1. Mai, voor gemengd koor en orkest, op. 47b - tekst: Rudolph Frant
- 1953 Drie voorspelen tot de opera "Grauli", voor groot orkest, op. 51a
- 1957 12-Ton-Skizzen, voor strijkorkest, op. 56a
- 1957 Musik im 12-Ton, voor strijkorkest, op. 56b
- 1959 Musik uit de opera "Anna Iwanowna", voor groot orkest, op. 57a
- 1959 Russische danssuite uit de opera "Anna Iwanowna", voor groot orkest, op. 57b
- 1960 Adagio und Fuge, voor strijkorkest, op. 38
- 1960 Klosterneuburger Hymnar - 3 voorspelen voor orkest uit het oratorium "Der Verduner Altar", voor orkest, op. 58a
- 1962 Drei Interludien uit de opera "Marino Falieri", voor groot orkest, op. 61a
- 1964 Zwei Zwischenspiele uit de opera "Königin Teje", voor orkest, op. 63a
- 1971 Concert, voor fagot en orkest, op. 83
- 1973 Concertino, voor trompet en orkest, op. 89
- 1973 Vier Fantasiestücke, op. 95
- 1974 Imaginationen, muziek voor strijkorkest, op. 104
- 1976 Concertino americana, op. 121b
- 1977 Chippeva-Suite, voor trompet en kamerorkest, op. 129
- 1977 Quatro incisioni, voor 2 klarinetten in c, 13 instrumenten, pauken en slagwerk, op. 131
- Die Macht der Liebe, liederencyclus voor orkest, op. 90
- Fantasietta - Tema con sette variationi e Fughetta, voor dwarsfluit en orkest
- Festliche Musik - Suite in F-groot, voor orkest, op. 39
- Kleine Zwölfton-suite in modo antico, op. 50a
- Suite in F majeur, voor orkest, op. 39c
- Vorspiel mit Marsch uit de opera "Der Kammerkavalier", voor orkest, op. 60a

### Werken voor harmonieorkest
- 1931 Trifailer Marsch, voor harmonieorkest, op. 20a
- 1943 Festlicher Ruf für Bläser Nr. 1, op. 40a
- 1944 Festlicher Ruf für Bläser und Schlagwerk Nr. 2, op. 40b
- 1974 Musik für Bläser, op. 102
- 1976 Musica turca, voor symfonisch blaasorkest, op. 124
- 1978 Cheyenne - Amorphia, voor symfonisch blaasorkest, op. 138

### Missen, oratoria, cantates en gewijde muziek
- 1925 Der 117. en 67. Psalm, voor gemengd koor en orgel, op. 6
- 1931 Raphael uit "Madrigale", voor vierstemmig vrouwenkoor en orkest, op. 19 nr. 3 - tekst: Peter Hille
- 1955 Bekenntnis, voor tenor, gemengd koor en orkest, op. 52b -tekst: Otto Eggenreich
- 1959 Requiem, voor een knapstem (knapenkoor), sopraan-, alt-, tenor-, bas-solo, achtstemmig gemengd koor en groot orkest, op. 45
- 1962 Der Verduner Altar, Hymnarium in 3 delen, voor sopraan, alt, tenor, bariton, twee bassen, sprekkoor, jongeskoor, vrouwen-, mannen- en gemengd koor, orkest en orgel, op. 58
- 1966 Barrabas, Bijbelse scène voor solisten, gemengd koor en orkest, op. 66 - tekst: Georg Trakl
- 1968 Maria Magdalena, Bijbelse scène voor tenor-, bas solo, gemengd kamerkoor en orkest, op. 70 - tekst: Georg Trakl
- 1971 Verlassenheit, cantate in drie delen voor mezzosopraan, bariton, gemengd koor en orkest, op. 84 - tekst: Georg Trakl
- 1972 Franz von Assisi, oratorium in drie delen voor spreker, sopraan-, alt-, tenor-, bariton- en bas solo, gemengd koor, orgel en groot orkest, op. 85 - tekst: Paul Anton Keller
- 1976 Der Tod, op. 116 nr. 2 - tekst: Paul Anton Keller
- 1979 Psalmarium "Herr dich werde ich rufen müssen", op. 140 (onvoltooid)

### Muziektheater

#### Opera's
| Voltooid in | titel                                     | aktes                    | première | libretto                                                |
| ----------- | ----------------------------------------- | ------------------------ | -------- | ------------------------------------------------------- |
| 1925        | Nachtigallenschlag, op. 4                 |                          |          | Theodor Colshorn naar Emanuel Geibel                    |
| 1926        | Märchen (Sprookje), op. 7                 |                          |          | Emanuel Geibel                                          |
| 1927        | Das Laubhaus, op. 12                      |                          |          | Paul Keller                                             |
| 1929        | Sun, op. 15                               |                          |          | Max Dauthenday                                          |
| 1946        | Der Rattenfänger, op. 41                  | 3 bedrijven              |          | Julius Franz Schütz                                     |
| 1953        | Grauli, op. 51                            | 3 bedrijven              |          | Max Dauthenday                                          |
| 1959        | Anna Iwanowa, op. 55                      | Voorspeel en 2 bedrijven |          | naar de gelijknamige roman van Bruno Ertler (1889-1927) |
| 1962        | Marino Falieri - Doge van Venetië, op. 61 | 3 bedrijven              |          | Friederike von Webenau                                  |
| 1964        | Königin Teje, op. 63                      | 2 bedrijven              |          | Friederike von Webenau                                  |
|             | Der Kammerkavalier, op. 60                |                          |          | Bruno Ertler                                            |
|             | Ein Fest auf Haderslevhuus, op. 80        | voorspeel en 2 aktes     |          | van de componist naar Theodor Storm                     |

#### Toneelmuziek
- 1925 Nachtigallenschlag, voor drie vrouwenstemmen, een mannenstem, drie dwarsfluiten, twee hobo's, twee klarinetten in Bes, twee fagotten, vier hoorns in F, twee trompetten in C, een trombone of tuba, pauken en strijkorkest, op. 4 - tekst: Theodor Colshorn, naar Emanuel Geibel
- 1930 Musik zu einem Schäferspiel - "Die Laune des Verliebten", voor strijkorkest, op. 17 nr. 1 - tekst: Johann Wolfgang von Goethe
- 1930 Musik zu einem Märchenspiel, voor een melodieinstrument en strijkorkest - tekst: Marianne Fiedler, op. 17 nr. 2
- 1930 Musik zu einem Singspiel - "Frühlingsanfang", voor strijkorkest, op. 17 nr. 3 - tekst: Marianne Fiedler
- 1931 Der Kaufmann von Venedig (De koopman van Venetië) (1594/1596), muziek voor de komedie van William Shakespeare, op. 18
- 1947 Narrenliebe, melodram voor spreker en orkest, op. 44 - tekst: Bruno Ertler
- 1947 Die junge Königin, melodrama voor spreker en orkest, op. 44b - tekst: Max Dauthendey
- 1968 Blaubart, tragedie in twee taferelen voor solisten, gemengd koor, orgel en orkest, op. 72 - tekst: Georg Trakl
- 1968 Don Juans Tod, fragment van een tragedie dramatische scène voor tenor, bariton, bas, driestemmig mannenkoor en orkest, op. 73 - tekst: Georg Trakl
- 1968 Johanna, dramenfragment voor solisten, driestemmig vrouwenkoor en orkest, op. 74 - tekst: Georg Trakl
- 1968 Sündflut, toneelstuk voor sopraan, bas, gemengd koor en orkst, op. 75 - tekst: Max Dauthenday
- 1970 Königin und Fiedelmann, melodrama voor spreker en orkest, op. 79 - tekst: Bruno Ertler
- 1973 Die Spinne, drama in 1 akte, op. 100 - tekst: E. Decsey

### Vocale muziek

#### Werken voor koren
- 1931 Madrigale, voor gemengd koor, op. 19 
  1. März (Max Dauthendey)
  2. Juninacht (Rudolf Kapri)
  3. Raphael (Peter Hille)
  4. Im Morgenglanz
- 1966 Kleinigkeiten, voor vrouwen- of kinderkoor, op. 64a - tekst: Erich Mahnert
  1. Mahnung
  2. Zaubergarten
  3. Der Leiermann
  4. Erster Schnee
  5. Verwandlung
  6. Spinnchen
  7. Wilde Rosen
  8. Es hat sich der Regen
  9. Regen
- 1978 Vier Männerchöre, voor mannenkoor, op. 139 - tekst: Rudolf List
  1. Nacht der Apfelblühte
  2. Demut der Landschaft
  3. Traunsee
  4. Traunstein
- Das Morgenlied, voor gemengd koor, vrouwenkoor en orkest - tekst: Georg Trakl
- Edelrauten und Stoanröserln, voor mannenkoor, op. 77
- 2 Arbeiterchöre, voor mannenkoor, op. 24a - tekst: Walter Mehring
  1. Sang vom Schrott und Waffenhandel
  2. Lied vom trockenen Brot
- Lied der Arbeit, voor mannenkoor en blazers, op. 24b - tekst: Karl Bröger (mogelijk ook identiek met op. 23c)
- Mannerchöre a cappella, op. 23a
  1. Ständchen - tekst: R. Reinich
  2. Abend - tekst: Max Dauthendey
  3. Es waren drei junge Leute - tekst: R. Presber
  4. Johannisfeuer - tekst: Max Dauthendey
- Männerchöre a cappella, op. 47a - tekst: Erich Mahnert 
  1. Sommerwolken
  2. Scherzo
  3. Königskind und Sänger
- Suite, voor vrouwenkoor, hoorns, bekken en strijkorkest, op. 8 - tekst: K. H. Bartz en Peter Hille, naar Emanuel Geibel
- Weihnachtshymne, voor mannenkoor, trompet, hoorns en strijkers, op. 23b - tekst: Alphons Petzold

#### Liederen
- 1925 Zwei Lieder, naar gedichten van Freiherr Börries von Münchhausen, op. 1a
  1. Schlittenfahrt
  2. Heller Morgen
- 1925 Vier Lieder, voor sopraan en piano, op. 1b - tekst: naar gedichten van Alphons Petzold
  1. Sonniges Lied
  2. Abendliches Lied
  3. Im Volkston
  4. Sommer
- 1925 Orchesterlieder, voor zangstem en orkest, op. 2
  1. "Sanfter Abend" en "Bewegte Nacht", naar gedichten van Rudolf Kapri, op. 2a
  2. Lieder der Sehnsucht naar gedichten van Grete David, Cäsar Flaischlen, Johannes Sorge, op. 2b
- 1926 Leuchtende Tropfen, voor mannenstem en piano, op. 3 - tekst: Peter Hille
  1. Selige Grüße
  2. Nacht
  3. Baum
  4. Lichtregen
  5. Wintermeer
- 1926 Frühlingslieder, voor zang en piano, op. 9a - tekst: I. Kraßnitzer
- 1926 Drei Lieder, voor sopraan en piano, op. 9b (opgedragen aan Elsi Bendl-Hohenstern)
  1. Zu Dritt - tekst: Freiherr Börries von Münchhausen
  2. Das Glück - tekst: Paul Wertheimer
  3. Mit drei roten Rosenblättern - tekst: Otto Michaeli
- 1926 2 Lieder, voor zangstem en piano, op. 9c - tekst: Alfons Goyda, Otto Walter
  1. Jene stillen Stunden
  2. Du
- 1926 Kammerlieder Nr. 1, voor sopraan, dwarsfluit en piano, op. 10a - tekst: A. v. Wallpach
  1. Austönen
  2. Im Fliehen der Tage
  3. Unhörbare atmet die Sehnsucht durch die Nacht
- 1926 Kammerlieder Nr. 2, voor sopraan, hoorn en piano, op. 10b - tekst: Ricarda Huch
  1. Alphorn
  2. Du
  3. Fern
  4. Sehnsucht
- 1927-1930 8 Lieder, voor zangstem en piano, op. 14 
  1. Weiche Flocken - tekst: R. J. Sorge
  2. Herbstlied - tekst: A. Fischer-Colbrie
  3. Mai - tekst: Max Dauthendey
  4. Du - tekst: Christian Morgenstern
  5. Volkslied - tekst: Alphons Petzold
  6. Liebestraum - tekst: B. Kähler
  7. Sie hat Rosen angezündet - tekst: Max Dauthendey
  8. Abend - tekst: R. J. Sorge
- 1930 2 Lieder, voor zangstem en piano, op. 16a - tekst: Hans Wlach
  1. Weiße Tränen tropft der Reif
  2. Ich möchte deine Wange wieder fühlen
- 1930 Schlichte Weisen, voor zangstem en piano, op. 16b 
  1. Kinderlied - tekst: Max Dauthendey
  2. Schlummerlied - tekst: Paul Wertheimer
  3. Märchen - tekst: Freiherr Börries von Münchhausen
- 1931 Lieder der Verklärung, voor zangstem en piano, op. 21 - tekst: Alphons Petzold 
  1. Ich staunte lange, als es kam
  2. Leise flutet von mir zu dir
  3. Rosen wollt' ich dir flechten
  4. O, Strom, was du mir rauscht und gingst
  5. Du bist die Sehnsucht
  6. Deine Liebe ist ein Becher
  7. So schön wie du ist die Birke nicht
  8. In deinen Augen schläft nun die lange, lange Nacht
- 1936 Koloratur-Gesänge, voor hoge stem en orkest, op. 30 - tekst: Hans Fuschlberger
  1. Der Rosenbusch
  2. Das Frühlingswunder
  3. Die Lauscher
- 1936 Goldene Tränen, voor mannenstem en groot orkest, op. 32 - tekst: Max Dauthenday
  1. Weißt du noch damals?
  2. Nachtstille
  3. Grünbebend ein Frühlingsmorgen
  4. Mondrot der Maienwind
  5. Lodernde Tage
  6. Mittagsstille
  7. Abenddämmerung
  8. Heiß flossen von Klippen purpurträchtig
- 1947 Goldener Wein, voor tenor en piano, op. 42 - tekst: Ernst Goll
  1. Sehnender Traum
  2. Sonnenklarheit
  3. Augen schließen sich gelind
  4. Sonnenwende
  5. Irgendwo
  6. Sehnsuchtsland
  7. Wundersame Lieder
- 1947 Goldener Wein, voor zangstem en kamerorkest, op. 42a - tekst: Ernst Goll
- 1948 Japanische Tuschzeichnungen, voor sopraan en piano, op. 43a - tekst: Erich Mahnert
  1. Zwischen zwei Birken
  2. Ein Vöglein saß im Baum
  3. Sahst du das Nestchen
  4. Nun flattert ein Vöglein vom Ast
  5. Ein Ährenfeld
  6. Alle Vögel schweigen
- 1948 Japanische Tuschzeichnungen, voor zangstem en kamerorkest, op. 43a - tekst: Erich Mahnert
- 1948 Empfundene Nächte, voor sopraan en orkest, op. 43b - tekst: Erich Mahnert
  1. Willst du schon kommen, Nacht?
  2. Unruhig jagen die Wolken
  3. Dunkel droht der Wald und schweigt
  4. Aus Gräsern und Zweigen
  5. Im Dorfe schon krähen die Hähne
  6. Kommst du, o Tag?
- 1948 Das trunkene Lied, symfonische liederencyclus voor bariton en orkest, op. 46 -tekst: Omar Chajjam
  1. Die Sonne fängt die Welt
  2. Geliebte sieh...
  3. So ging auch ich
  4. Du bist nur glücklich
  5. Des Lebens Karawane
  6. So lang vom Himmel
  7. Ach, daß der Jugenbuch...
  8. Ja, Freunde
- 1949 Stille Stunden, liederen, op. 48 - tekst: Bruno Ertler
  1. Drei Stunden
  2. Abend
  3. Frühling
  4. Es war
  5. Spruch
  6. Stille Stunden
- 1949 Vier Lieder, voor zangstem en piano, op. 49a - tekst: Ludwig Schmitdts
  1. Im Volkston
  2. Die Nacht
  3. Das Rätsel
  4. Vorfrühling
- 1950 Silhouetten, dodecafonisch liederencyclus voor zangstem en piano, op. 49b - tekst: Grete Körber
  1. In Händen halte ich die Bilder
  2. Weit war der Weg
  3. Wohin mit all dem Jubel dieser Tage
- 1966 Das Jahr des Einsamen, symfonische liederencyclus voor bariton en orkest, op. 59 - tekst: Hans Wamlek naar Georg Trakl
- 1967 Gesänge aus Ochrid, voor sopraan en piano, op. 67 - tekst: A. den Doolaard
- 1967 Die sechzehn Lochran - een beroemde beeldenreeks van de Chinees-Buddhistische kunst, liederencyclus voor bariton en kamerorkest, op. 68
- 1967 Zwölf Gesänge zur Nacht, voor sopraan en piano, op. 69 - tekst: Georg Trakl
- 1967 Zwei Weinlieder, voor bariton en strijkkwartet, op. 71a - tekst: Georg Trakl
- 1967 Drei Balladen, voor bariton en blaaskwartet, op. 71b - tekst: Georg Trakl
- 1968 Wiegenlied aus dem Bühnenstück "Sündflut" von Max Dauthendey, voor zang en groot orkest, op. 28
- 1969 Lieder der Trennung, voor een hoge baritonstem en blaaskwartet, op. 76 - tekst: Max Dauthenday
- 1970 Dalmatinische Sonette, 18 gezangen voor een hoge zangstem en orkest, op. 78 - tekst: Paula von Preradovic
- 1972 Vier Gesänge, voor mezzosopraan en piano, op. 86 - tekst: Paul Anton Keller
- 1973 Die Macht der Liebe, Liederencyclus van acht Oud-Egyptische liefdesliederen voor sopraan- en bariton solo en orkest, op. 90 - tekst: Siegfried Schott
- 1975 Junakische Lieder I, voor sopraan en piano, op. 107 - tekst: Alexander Issatsjenko
- 1975 Junakische Lieder II, voor sopraan en piano, op. 108 - tekst: Alexander Issatsjenko
- 1975 Junakische Lieder III, voor sopraan en piano, op. 109 - tekst: Alexander Issatsjenko
- 1975 Vier Junakische Gesänge, voor sopraan (of tenor) en kamerorkest, op. 110 - tekst: Alexander Issatsjenko
- 1975 Twaalf Junakische Balladen, voor bariton en piano, op. 111 - tekst: Alexander Issatsjenko
- 1975 Kleines Ufer am lieblichen Jen, liederencyclus voor sopraan en kamerorkest, op. 114 - tekst: Lydia Gretler-Drake
- 1975 Insel am Abend, voor zangstem en piano, op. 116 nr. 1 - tekst: Paul Anton Keller
- 1976 Traum, voor zangstem en piano, op. 116 nr. 3 - tekst: Paul Anton Keller
- 1976 Hohe Zeit, voor zangstem en piano, op. 116 nr. 4 - tekst: Paul Anton Keller
- 1978 Sehnsucht, voor sopraan, alt, tenor, bas, vrouwen-, mannen-, gemengd koor en orkest, op. 134 - tekst: Max Dauthenday
- 2 Lieder, voor zangstem en piano, op. 29a - tekst: August Cloß
  1. Im Volkston
  2. Ich hab dich lieb
- Altägyptische Liebeslieder, op. 62 - tekst: Siegfried Schott
  1. 3 Wünsche, Ach, kämest du eilends, Ach, kämest du zu mir, Ach, kämest du eilends zu der Geliebten,
  2. Zum Brautkranz, Kornblumen, Winden, Mohnblumen,
  3. Baumgartenlieder, Der Granatbaum, Die Feigenbäume, Die kleine Sykomore.
- Daß Friede sei, voor zangstem en orkest, op. 52a - tekst: Herbert Zienkl
- Das Vergiß mein nicht, voor tenor, dwarsfluit en driestemmig vrouwenkoor, op. 22 - tekst: Peter Hille
- Deine Augen, fantasie voor sopraan (of tenor) en piano (of orkest), op. 34 - tekst: Max Dauthenday
  1. Wie auf hellen wehenden Wiesen
  2. Manchen führt Mondschein gefangen
  3. Deine Augen sind wie die Waldbeeren
  4. Muss mich deinen Augen ergeben
  5. Wenn in dem Abend die Birken
- Die Ballade vom Attila-Felsen, voor bariton solo, gemengd koor en orkest - tekst: Lüpke
- Mädchenlieder, voor middenstem en piano, op. 29 - tekst: Ernst Goll  (opgedragen aan de zuster Anita)
- Und i hab das schon gsagt, voor kinderstemmen en instrumenten, op. 64b

### Kamermuziek
- 1925 Capriccio, voor viool en piano, op. 5a, Nr. 1
- 1925 Romanze, voor viool en piano, op. 5a nr. 2
- 1925 Sonatine in As-majeur, voor viool, cello en piano, op. 5a nr. 3
- 1925 Sonatine, voor hobo en piano, op. 5b Nr. 1
- 1925 rev.1973 Fantasietta, voor klarinet en piano, op. 5b Nr. 2
- 1925 rev.1973 Rondo, voor dwarsfluit, fagot en piano, op. 5b Nr. 3
- 1937 rev.1966 Strijktrio, voor viool, altviool en cello, op. 36a
- 1937 Streichquartett in einem Satz, op. 36b
- 1937 Klavier-Trio, op. 37
- 1944 Festlicher Ruf nr. 2, voor blazers en slagwerk
- 1957 12-Ton-Tänze, voor viool en piano, op. 55a
- 1957 rev.1962 Sonatine, voor viool en piano, op. 55b
- 1970 Kleine Duo Musik, voor esklarinet en klarinet in bes, op. 81a
- 1971 Duo, voor klarinet en fagot, op. 81b
- 1971 Musik für zwei Bläser, voor esklarinet en hoorn, op. 82a
- 1971 Musik für vier Bläser, voor hobo, klarinet, hoorn en fagot, op. 82b
- 1972 Bizarrerie, voor vier klarinetten (of 3 klarinetten en basklarinet), op. 87a (identiek met op. 87b)
- 1972 Bizarrerie, voor dwarsfluit, 2 klarinetten en fagot op. 87b
- 1972 Sonate, voor hobo en piano, op. 88
- 1973 Sonate - Thema, Variationen, Erinnerungen an Franz Schubert, voor hoorn en piano, op. 91
- 1973 Musica semiseria, voor klarinettrio, op. 92
- 1973 Quartetto breve, voor strijkkwartet, op. 93
- 1973 Concerto minimo, voor vier koperblazers, op. 97
- 1974 Musica friulana, voor klarinetkwartet, op. 101
- 1974 Sonata rusca, voor basklarinet en piano (ook voor fagot of cello en piano), op. 103
- 1974 Sonate, voor altviool en piano, op. 104
- 1975 Burgenland-Suite, voor vier houtblazers (blokfluiten) (of strijkers), op. 106a
- 1975 Kleine Musik, voor drie melodie- en een basinstrument naar melodieën uit de Oostenrijkse deelstaat Burgenland, op. 106b
- 1975 Quartetto enigmatico, voor strijkkwartet, op. 112
- 1976 Quartetto in modo presente, voor strijkkwartet, op. 117
- 1976 Musica semiseria, voor vier hoorns in F, op. 118
- 1976 Metarmorphosen, voor klarinetkwartet, op. 119
- 1976 Verwandlungen, voor koperinstrumenten, op. 120
- 1976 Sonata americana, voor viool en piano, op. 121
- 1976 Ol' Texas, voor dwarsfluit, klarinet, hoorn en fagot, op. 122a
- 1976 Trio-Mosaiken, voor dwarsfluit, klarinet en hoorn, op. 123
- 1976 Miniaturen I, voor blaaskwintet, op. 125a
- 1976 Miniaturen II, voor blaaskwintet, op. 125b
- 1976 Musik für 2 Flöten, op. 126
- 1977 Drei Duos, voor twee dwarsfluiten (of klarinetten)
- 1977 Posthorntrio, voor viool, hoorn en piano, op. 127
- 1977 Acht Anamorphosen, voor altsaxofoon en piano, op. 128
- 1977 Figurae-Boema, voor basklarinet en piano, op. 130
- 1978 Vier frottole Strukturen, voor hobo, klarinet, hoorn en fagot, op. 133
- 1978 Tritenien, voor 3 instrumenten, op. 135
- 1978 Magische Kontakte, voor dwarsfluit, hobo, klarinet en fagot, op. 137
- 1979 Sonate, voor dwarsfluit en piano, op. 98
- Barocke Tanzmusik, voor hobo, klarinet, hoorn, fagot, 2 violen, altviool en cello
- kleine Duomusik, voor 2 klarinetten, op. 81a
- Fanfaren, voor 2 trompetten in c, 2 hoorns in F, 2 trombones, crashbekken en 2 pauken, op. 65 
  1. Fanfarenruf voor 3 trompetten in c, 3 trombones, crashbekken en 3 pauken
  2. Festfanfare voor een koperkwartet (2 trompetten en 2 trombones) en 2 trompetten in c, 2 hoorns in F, 2 trombones, tuba, crashbekken en 3 pauken
  3. Festspiel-Fanfare voor 3 trompetten in c, 3 hoorns in F, 3 trombones, crashbekken en 3 pauken
- Festliche Musik I, voor 2 dwarsfluiten, 2 klarinetten in Bes, 2 hoorns in F en 2 fagotten, op. 39a
- Festliche Musik II, voor 2 houtblaasinstrumenten, 2 koperblaasinstrumenten, 2 violen en cello, op. 39b
- Festlicher Ruf für Bläser Nr. 1, op. 40a
- Sonate, voor tuba en piano, op. 113a
- Sonate, voor dwarsfluit en piano, op. 98a
- Sonate, voor cello en piano, op. 99

### Werken voor orgel
- 1973 Orgelsonate nr. 1, op. 94
- 1973 Passacaglia, op. 96
- 1975 Orgelsonate nr. 2, op. 115
- 1977 Orgelsonate nr. 3, op. 132
- 1978 Orgelsonate nr. 4, op. 136

### Werken voor piano
- 1928 rev.1954 Grotesken, vijf stukken, op. 11b
- 1956 Acht kleine Klavierstücke, op. 53a
- 1956 Sonatine, voor piano, op. 53b
- Fantasia sul A basso, op. 50b
- Kanons, Fughetten und Grotesken, op. 11

### Werken voorciter
- 1956 Kleine melodische Stücke, voor twee citer, op. 54a
- 1956 Sonatine, voor citer, op. 54b

## Publicaties
- Eine bedeutende deutsche Kulturarbeit in Laibach (Die Laibacher Philharmonische Gesellschaft 1702–1918), in: Blätter für Heimatkunde, des Historischen Vereins für die Steiermark, Jahrgang 46, 1972, pp. 105–115
- Karl May und die Steiermark, in: Mitteilungen der Karl-May-Gesellschaft (M-KMG) 9/1971, S. 17
- samen met Wolfgang Suppan: Steirische Musikerjubiläen - Festschrift im Auftrag des Steirischen Tonkünstlerbundes, Graz : ADVA, 1971-1972, 59 p.
- Volksliedaufzeichnungen in der topographisch-statistischen Skizze von Neuberg/Steiermark 1803, S. 1215-1228, in: 40 Jahre Steirischer Tonkünstlerbund. Festschrift, Graz 1967, S. 33-41
- Besprechungen, Kritiken über Wolfgang Suppan: Jenő Takács, in: Mitteilungen des Steierischen Tonkünstlerbundes, Nr. 72, Oktober-Dezember 1977, S. 16.
- Die musikdramatisch tätigen Komponisten der Steiermark, in: Sonderdruck aus den "Mitteilungen des Steirischen Tonkünstlerbundes", Nr. 25/26 und 27/28, 1966
- Steirische Musiknotendrucke zwischen den beiden Weltkriegen, in: Sonderdruck aus den "Mitteilungen des Steirischen Tonkünstlerbundes", Nr. 29/30, 1967
- 40 Jahre Steirischer Tonkünstlerbund - Festschrift, Graz : Akad. Druck- u. Verl.-Anst., 1967, 88 p.
- Zur Dokumentation der Grazer Beethoven- und Schubert-Locken, in: Sonderdruck aus "Blätter für Heimatkunde", Graz 1967, Heft 1
- Beethoven-Haare in Graz, Eine Bilddokumentation ; Sonderdruck aus den "Mitteilungen des Steirischen Tonkünstlerbundes" Nr. 31/32, 1967